# Три лягушонка (серия мультфильмов)
«Три лягушонка» — серия цикл коротких мультипликационных фильмов, о приключениях трёх лягушат. поставленных в 1987—1990 годах на студии «Союзмультфильм» режиссёром Иваном Уфимцевым по сценарию Александра Курляндского.

## Создатели
- Авторы сценария: Александр Курляндский, Элеонора Тадэ
- Режиссёр: Иван Уфимцев
- Художник-постановщик: Николай Титов
- Операторы: Александр Жуковский, Игорь Дианов
- Композиторы: Геннадий Гладков, Нина Савичева
- Звукооператор: Борис Фильчиков
- Художники-мультипликаторы: Сергей Косицын, Сергей Олифиренко, Наталья Дабижа
- Куклы и декорации изготовили: Нина Молева, Виктор Гришин, Владимир Алисов, Юрий Аксёнов, Наталия Барковская, Михаил Колтунов, Александр Беляев, Николай Закляков, Надежда Лярская, Наталия Гринберг, Владимир Конобеев, Наталия Барковская, Николай Меньчуков, Наталия Гринберг, Олег Масаинов, Виктор Гришин, Анна Ветюкова, Павел Гусев, Александр Беляев, Владимир Алисов, Александр Горбачёв
- Монтажёры: Г. Филатова, Абов Джуликян
- Редактор: Наталья Абрамова
- Директор картины: Григорий Хмара

## Роли озвучивали
- Сергей Колтаков — Лягушонок в жёлтых плавках
- Герман Качин
- Леонид Ярмольник — лягушонок в синих плавках
- Надежда Румянцева — Лягушонок в красной шляпе
- Всеволод Ларионов  — Лягушонок в синих плавках
- Клара Румянова